# Berberidopsidaceae
Berberidopsidaceae су мала фамилија жбунастих скривеносеменица. Обухвата два рода са укупно три врсте. Ареал распрострањења фамилије обухвата Аустралију и Чиле.